# Geistertreppe
Geistertreppe ist ein Kinder- und Familienspiel der Spieleautorin Michelle Schanen. Das Spiel für zwei bis vier Spieler ab vier Jahren dauert etwa 10–15 Minuten pro Runde. Es ist im Jahr 2003 bei Drei Magier Spiele erschienen und gewann den Kritikerpreis Kinderspiel des Jahres 2004.

## Thema und Ausstattung
Bei dem Spiel geht es um ein Wettrennen auf einer Treppe, die zum Versteck eines alten Geistes führt. Die Mitspieler verkörpern Kinder, die den Geist ärgern wollen. Dieser verwandelt jedoch alle Kinder nach und nach in Geister und diese werden auf dem Weg nach oben immer wieder vertauscht.
Der Inhalt der Spieleschachtel besteht neben der Spielanleitung aus:
- einem quadratischen Spielplan, auf dem die Geistertreppe mit 22 Stufen abgebildet ist
- 4 farbigen Spielfiguren mit Magneten am Kopf
- 4 Geisterfiguren mit Metallscheiben im Inneren
- 4 Farbscheiben
- einem sechsseitigen Spezialwürfel, auf dem an zwei Seiten ein Geist abgebildet ist

## Spielweise
Zu Beginn des Spiels wählt jeder Mitspieler eine Farbe und bekommt die entsprechende Farbscheibe und die farbige Spielfigur. Die Spielfiguren werden auf das Startfeld gestellt, danach wird reihum gewürfelt. Der Würfel zeigt die Augenwerte 1 bis 4 an, die beiden übrigen Seiten zeigen jeweils einen Geist. Würfelt ein Spieler einen Zahlwert, geht er die entsprechenden Stufen herauf, würfelt er einen Geist, wird eine Spielfigur seiner Wahl mit einer Geisterfigur überstülpt. Auf diese Weise werden nach und nach alle Figuren zu Geistern. Die Spieler versuchen, sich die eigene Figur zu merken und ziehen sie entsprechend der Würfelwürfe weiter, bei weiteren Geistwürfen dürfen sie jeweils zwei beliebige Geisterfiguren vertauschen.
Gewinner des Spiels ist der Spieler, dessen Figur zuerst am oberen Ende der Treppe angekommen ist. Dabei ist es möglich, dass diese das Ziel nicht durch den Spieler, sondern aufgrund der Verwechslung durch einen anderen Spieler erreicht. Zur Kontrolle besitzt jeder Spieler den Farbchip.
Beim Spiel mit zwei oder drei Spielern werden trotzdem alle vier Figuren verwendet, sie gelangen über die Vertauschung nach und nach ins Spiel. Bei Spielen mit älteren Kindern kann als Zusatzregel vereinbart werden, dass bei einem Geistwurf, nachdem alle Geister verteilt sind, alternativ zwei Geister oder zwei Farbchips der Mitspieler vertauscht werden können.

## Versionen und Rezeption
Das Spiel Geistertreppe wurde von Michelle Schanen entwickelt und wurde 2003 zu den Internationalen Spieltagen in Essen bei Drei Magier Spiele in einer multilingualen Version auf Deutsch, Englisch, Französisch und Italienisch veröffentlicht. In der Folge erschien das Spiel in zahlreichen weiteren Sprachen, darunter die nordeuropäischen Sprachen Dänisch, Norwegisch, Schwedisch und Finnisch, den iberischen Sprachen Spanisch, Katalanisch und Portugiesisch sowie auf Griechisch. 2004 erschien die Erweiterung Flaschengeist, die das Spielmaterial für bis zu sechs Spieler spielbar macht und als Zusatz eine Geisterflasche zum Einfangen eines Geistes in das Spiel bringt.
Das Spiel Geistertreppe gewann 2004 den Kritikerpreis Kinderspiel des Jahres 2004. Analoge Preise als bestes Kinderspiel gewann es zudem in Japan 2004 (Japan Boardgame Prize), in Finnland (Vuoden Peli 2005) und in Schweden (Årets Spel 2006).
2009 erschien mit Geisterwäldchen eine inhaltliche Weiterführung des Spiels von der gleichen Autorin.

## Belege
1. 1 2 3  Spieleanleitung Geistertreppe (Memento des Originals vom 25. November 2020 im Internet Archive)  Info: Der Archivlink wurde automatisch eingesetzt und noch nicht geprüft. Bitte prüfe Original- und Archivlink gemäß Anleitung und entferne dann diesen Hinweis.
2. ↑  Versionen des Spiels Geistertreppe in der Spieledatenbank BoardGameGeek; abgerufen am 29. Januar 2018.
3. ↑  Erweiterung Flaschengeist für das Spiel Geistertreppe in der Spieledatenbank BoardGameGeek; abgerufen am 29. Januar 2018.
4. ↑  Geistertreppe auf der Website des Spiel des Jahres e.V.; abgerufen am 8. Dezember 2016
5. ↑  Geistertreppe auf der Website des Japan Boardgame Prize 2004, Abschnitt 'The Best Childgame'; abgerufen am 8. Dezember 2016